# Karungi järnvägsstation

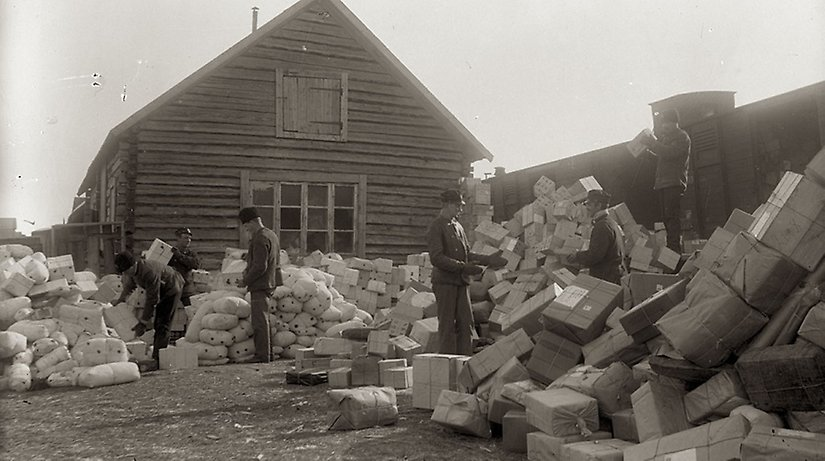
Postkontoret Karungi utrikes öppnades i december 1914.

Karungi järnvägsstation är en tidigare järnvägsstation i Karungi norr om Haparanda, längs Haparandabanans dåvarande sträckning. Under första världskriget var Karungi en knutpunkt i transporten av gods mellan öst och väst. Det var på den tiden världens största postkontor där bland annat 13 ton brev, mestadels krigsfångebrev som omlastades till hästvagnar för vidare transport till Haparanda.
År 1915 fördes statistik som räknade samman både Karungi och Haparandas godsmängd som uppgick till 31 700 ton inkommande gods och 84 070 ton för utgående gods.

## Historik
År 1913 nådde järnvägsarbetet med Haparandabanan fram till Karungi. Vid krigsutbrottet hösten 1914 var Karungi slutstationen för den svenska järnvägen. På grund av kriget stängdes all järnvägstrafik direkt mellan Centraleuropa och Ryssland. All post som gick från och till Finland, Ryssland, Kina och Iran samlades i Karungi där den forslades vidare med vägtransport över Haparanda. Godsmängden överrumplade Karungi station som inte hade tillräckliga spår och godsmagasin.
Juni 1915 kunde slutligen banan fram till Haparanda och dess provisoriska järnvägsstation öppnas. 1913–1915 gick det nattågstrafik direkt från Stockholm till Karungi. 1917 gick det även ett tåg från Haparanda hamn - Charlottenberg. År 1992 upphörde persontrafiken Haparanda-Karungi-Boden.

### Statsbanan Karungi-Övertorneå
I Karungi fanns det anslutningar mot Övertorneå på den så kallade Statsbanan Karungi–Övertorneå och 1984 lades persontrafiken ner på banan. Godstrafiken till Övertorneå upphörde 1986 och rälsen revs upp 1992.

### Stängningen av bandelen
Mellan 2006 och 2012 byggdes en ny sträckning av Haparandabanan vilket ledde till att sträckan Morjärv-Karungi-Haparanda lades ner för gott och upphörde med sin godstrafik. Den nya sträckningen av Haparandabanan går idag via Morjärvs station-Kalix-Haparanda.